# Peix papallona africà
El peix papallona africà, o d'aigua dolça (Pantodon buchholzi) és l'única espècie de la família Pantodontidae, dins de l'ordre Osteoglossiformes. No està relacionat amb el peix papallona d'aigua salada.

## Hàbits
El peix papallona africà és un especialitzat caçador de superfície, capaç de respirar gràcies a una bufeta natatòria ben irrigada pels vasos sanguinis. Els seus ulls estan entrenats per a la superfície i la seua boca adaptada per a capturar les petites preses que s'hi moguin. Si pot agafar velocitat a l'aigua, pot saltar petites distàncies i planejar per la superfície per a fugir dels depredadors. Quan planeja mou les aletes pectorals gràcies a l'ajuda d'uns desenvolupats músculs pectorals, i per això rep el qualificatiu de papallona. Els sexes es diferencien per una aleta anal de vora irregular en el mascle i recta en la femella.
La seua dieta consisteix primàriament de petits insectes i peixos de mida inferior a ell i alevins.

## Distribució
El peix papallona africà es troba en aigües tranquil·les de l'Àfrica occidental, on les temperatures oscil·len entre els 22 i 30 °C. Es troben habitualment en àrees de poc o nul corrent amb gran quantitat de fullaraca a la superfície on poder amagar-se. S'observen amb freqüència al llac Txad, a la conca del riu Congo, al llarg de la part baixa del Níger, al Camerun, a l'Ogooué i a la part alta del Zambezi. També s'han vist exemplars en el delta del Níger, a l'Ogun inferior i a la part baixa del riu Cross.

## Domesticació
La majoria dels peixos que es comercialitzen es capturen en el medi natural, si bé és possible reproduir-los en captivitat si es cuiden adequadament en aquaris de com a mínim uns 100 litres. Cal que estigui ben tapat al damunt perquè no en surtin saltant. Prefereixen aquaris ben plantats, especialment amb fulles a prop de la superfície, on poden amagar-se i així reduir l'estrès. Pel que fa a l'aigua, es recomana una temperatura entre 24 i 30 ªC, un pH al voltant de 6.5 i una baixa alcalinitat. Atès que és una espècie carnívora, cal alimentar-la amb insectes, petits peixos o artèmies. Ocasionalment pot menjar aliment en flòculs, però no en pot sobreviure exclusivament. Pot arribar a créixer fins a uns 10 cm. No hauria de tenir-se amb peixos que puguin rosegar les aletes dels altres o bé que siguin agressius.